# 薩洛尼卡敕令
萨洛尼卡敕令
(Greek: Έδικτο της Θεσσαλονίκης), 又稱帖撒羅尼迦敕令，是罗马帝国東部皇帝狄奧多西一世、西部皇帝格拉提安和西部共治皇帝瓦伦提尼安二世于公元380年2月27日在薩洛尼卡颁布的敕令，确立尼西亚基督教为罗马帝国国教。

## 背景
313年君士坦丁大帝颁布了米兰敕令，基督教在罗马帝国境内得以合法存在，325年为解决教义争端，君士坦丁大帝召集了尼西亚会议，确定了尼西亚信经，为基督教确立为罗马帝国国教奠定基础。此后，393年，狄奥多西一世颁布一系列法律，禁止其他所有非基督教宗教习俗，其中包括希腊的古代奥运会。